# 戴戡
戴 戡（たい かん）は清末民初の政治家、軍人。貴州省の立憲派の人物で、後に貴州民政長に就任した。護国戦争では、護国軍の要人として活躍している。旧名は桂齢。字は循若。号は錫九。

## 事跡

### 辛亥革命前後
日本に留学して、宏文書院で学ぶ。梁啓超が東京で組織した政聞社に参加した。1908年（光緒34年）に帰国し、河南法政学堂庶務に任命された。翌1909年（宣統元年）、雲南省箇旧錫鉱督弁（公司経理）に就任した。辛亥革命の後、雲南軍政府都督蔡鍔の命により、貴州へ戻って塩務を担当した。
1912年（民国元年）、革命後の貴州省で内紛が発生する。戴戡は省内の立憲派・旧軍を支援した。戴は雲南の蔡鍔の下を訪れ、説得して自派への支持を取り付ける。さらに滇軍（雲南軍）の唐継尭を貴州入りさせて、対立勢力である貴州の革命派・新軍を粛清した。同年4月、唐が正式に貴州都督に就任すると、戴は都督府左参賛に任命された。以後、貴州実業司司長、黔中観察使を歴任している。1913年（民国2年）6月、唐が雲南都督に異動して、劉顕世が貴州護軍使となると、戴は貴州民政長（後に貴州巡按使）に就任した。同時期に進歩党に入党し、理事に就任している。

### 護国戦争と四川での敗死
1915年（民国4年）、袁世凱が皇帝即位を計画する。戴戡は梁啓超・蔡鍔・唐継尭らと同様に、袁打倒へと動き始め、護国戦争の発動に与した。ところが貴州の劉顕世は、それでも袁支持の姿勢を保ち、護国軍から袂を分かとうとしていた。そこで戴戡は、貴州軍実力者・王文華とともに劉への牽制・圧力を強め、翌年1月27日に、ついに劉に貴州独立を宣言させるに至った。戴自身は、蔡が率いる護国軍第1軍の第4梯団長として四川省へ進撃し、後には右翼司令官となっている。3月22日に袁世凱は皇帝即位を取り消し、6月6日に死去して、護国戦争は護国軍の勝利に終わった。
護国戦争終結後、戴戡は、梁啓超や唐継尭の支援を受けて川軍（四川軍、四川軍閥）の内戦に介入した。この後、四川省の統治権をめぐって、雲南軍の羅佩金、川軍の劉存厚との三つ巴の抗争となる。1917年（民国6年）4月には、戴が四川省長兼督軍として成都を掌握した。しかし、北京政府の支援を受けた劉の包囲攻撃を受けて戴戡は苦境となる。戴戡は密かに成都から脱出したが、川軍の伏兵に仁寿県秦皇寺で包囲されてしまう。最後は銃により自殺（戦死説もある）した。享年39。

## 注
1. ↑  徐友春主編『民国人物大事典』は「監督」としているが、ここでは馬宣偉「戴戡」に従う。